# 郝赤勇
郝赤勇（1955年6月—)，吉林双辽人。中华人民共和国政治人物。
毕业于吉林大学法律系政法专业，之后供职于中华人民共和国公安部，任法规局副处长、法制司副司长，中共北京市崇文区法制局局长、公安部办公厅主任、新闻发言人。公安部部长助理兼办公厅主任，获一级警监警衔。2005年8月，任司法部政治部主任。2006年4月，任司法部副部长。2015年12月，卸任中华人民共和国司法部副部长。2018年1月，当选第十三届全国政协委员。